# Вокзальна площа (Умань)
Вокзальна площа — площа в місті Умань Черкаської області. Розташована на вулиці Залізничній у південно-західній частині міста, біля вокзалу станції Умань.

## Назва
Раніше майдан мав назву на честь радянського космонавта Юрія Гагаріна.
1 серпня 2022 року відбулося чергове засідання комісії з питань збереження історичної спадщини, найменування, перейменування вулиць, провулків, площ, скверів та встановлення пам'ятних знаків в Уманській міській громаді, за результатами якої було остаточно визначена назва майдану Юрія Гагаріна, відповідно до наданих мешканцями міста пропозицій та отримав оновлену назву — Вокзальна площа. 

## Опис
Майдан овальної форми, в діаметрі — до 120 м. На майдані рух автотранспорту кільцевий. Біля площі знаходяться залізничнний вокзал, крамниці, СТО.